# Gehée
Gehée est une commune française située dans le département de l'Indre, en région Centre-Val de Loire.

## Géographie

### Localisation
La commune est située dans le nord du département, dans la région naturelle du Boischaut Nord.
Les communes limitrophes sont : Langé (3 km), Jeu-Maloches (4 km), Selles-sur-Nahon (5 km), Frédille (5 km), Baudres (6 km), Moulins-sur-Céphons (6 km), Luçay-le-Mâle (10 km) et Levroux (11 km).
Les communes chefs-lieux et préfectorales sont : Valençay (13 km), Châteauroux (30 km), Issoudun (39 km), Le Blanc (57 km) et La Châtre (64 km).

### Hameaux et lieux-dits
Les hameaux et lieux-dits de la commune sont : la Nictière, Rosier et Plaineffe.

### Géologie et hydrographie
La commune est classée en zone de sismicité 2, correspondant à une sismicité faible.
Le territoire communal est arrosé par la rivière Nahon.

### Climat
Pour des articles plus généraux, voir Climat du Centre-Val de Loire et Climat de l'Indre.
En 2010, le climat de la commune est de type climat océanique dégradé des plaines du Centre et du Nord, selon une étude du CNRS s'appuyant sur une série de données couvrant la période 1971-2000. En 2020, Météo-France publie une typologie des climats de la France métropolitaine dans laquelle la commune est exposée à un climat océanique altéré et est dans la région climatique Centre et contreforts nord du Massif Central, caractérisée par un air sec en été et un bon ensoleillement.
Pour la période 1971-2000, la température annuelle moyenne est de 11,4 °C, avec une amplitude thermique annuelle de 14,4 °C. Le cumul annuel moyen de précipitations est de 730 mm, avec 11,4 jours de précipitations en janvier et 6,9 jours en juillet. Pour la période 1991-2020, la température moyenne annuelle observée sur la station météorologique de Météo-France la plus proche, sur la commune de Pellevoisin à 10 km à vol d'oiseau, est de 12,4 °C et le cumul annuel moyen de précipitations est de 798,0 mm,. Pour l'avenir, les paramètres climatiques de la commune estimés pour 2050 selon différents scénarios d'émission de gaz à effet de serre sont consultables sur un site dédié publié par Météo-France en novembre 2022.

### Voies de communication et transports
Le territoire communal est desservi par les routes départementales : 7, 8, 8D, 15, 15F et 34.
Les gares ferroviaires les plus proches sont les gares de Valençay (15 km), de Selles-sur-Cher (31 km) et Châteauroux (33 km).
Gehée est desservie par la ligne A du Réseau de mobilité interurbaine.
L'aéroport le plus proche est l'aéroport de Châteauroux-Centre, à 30 km.
Le territoire communal est traversé par le sentier de grande randonnée de pays de Valençay.

## Urbanisme

### Typologie
Au 1er janvier 2024, Gehée est catégorisée commune rurale à habitat très dispersé, selon la nouvelle grille communale de densité à sept niveaux définie par l'Insee en 2022.
Elle est située hors unité urbaine et hors attraction des villes,.

### Occupation des sols
L'occupation des sols de la commune, telle qu'elle ressort de la base de données européenne d’occupation biophysique des sols Corine Land Cover (CLC), est marquée par l'importance des territoires agricoles (90,2 % en 2018), une proportion identique à celle de 1990 (90,2 %). La répartition détaillée en 2018 est la suivante : 
terres arables (49,2 %), zones agricoles hétérogènes (27 %), prairies (14 %), forêts (9,8 %). L'évolution de l’occupation des sols de la commune et de ses infrastructures peut être observée sur les différentes représentations cartographiques du territoire : la carte de Cassini (XVIIIe siècle), la carte d'état-major (1820-1866) et les cartes ou photos aériennes de l'IGN pour la période actuelle (1950 à aujourd'hui).

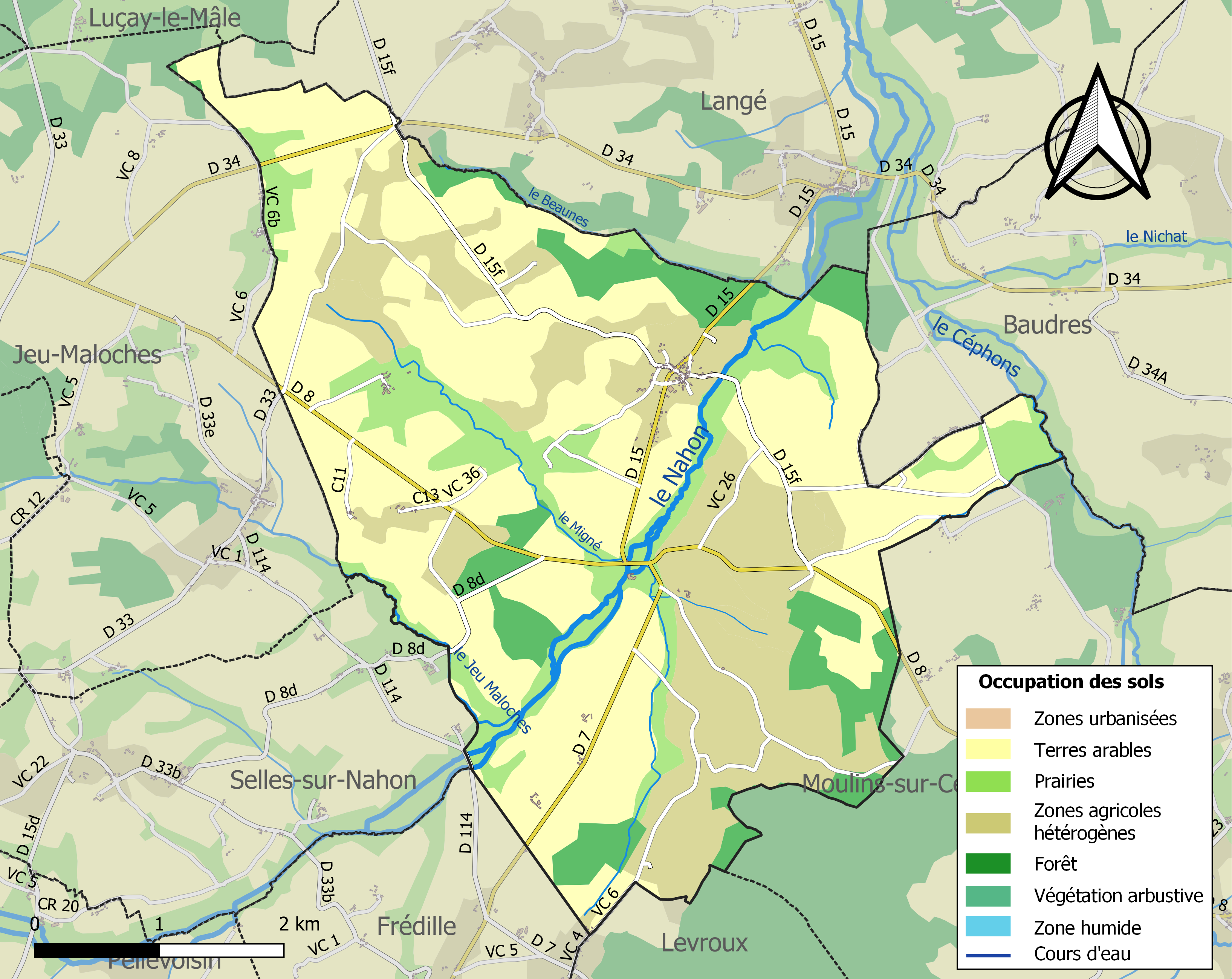
Carte des infrastructures et de l'occupation des sols de la commune en 2018 (CLC).

### Logement
Le tableau ci-dessous présente le détail du secteur des logements de la commune :
| Date du relevé                                              | 2013   | 2015   |
| Nombre total de logements                                   | 197    | 196    |
| Résidences principales                                      | 65,4 % | 65,8 % |
| Résidences secondaires                                      | 30,5 % | 30,1 % |
| Logements vacants                                           | 4,1 %  | 4,1 %  |
| Part des ménages propriétaires de leur résidence principale | 83,7 % | 83,7 % |

### Risques majeurs
Le territoire de la commune de Gehée est vulnérable à différents aléas naturels : météorologiques (tempête, orage, neige, grand froid, canicule ou sécheresse), feux de forêts, mouvements de terrains et séisme (sismicité faible). Un site publié par le BRGM permet d'évaluer simplement et rapidement les risques d'un bien localisé soit par son adresse soit par le numéro de sa parcelle.
Pour anticiper une remontée des risques de feux de forêt et de végétation vers le nord de la France en lien avec le dérèglement climatique, les services de l’État en région Centre-Val de Loire (DREAL, DRAAF, DDT) avec les SDIS ont réalisé en 2021 un atlas régional du risque de feux de forêt, permettant d’améliorer la connaissance sur les massifs les plus exposés. La commune, étant pour partie dans le massif de Frédille, est classée au niveau de risque 4, sur une échelle qui en comporte quatre (1 étant le niveau maximal).

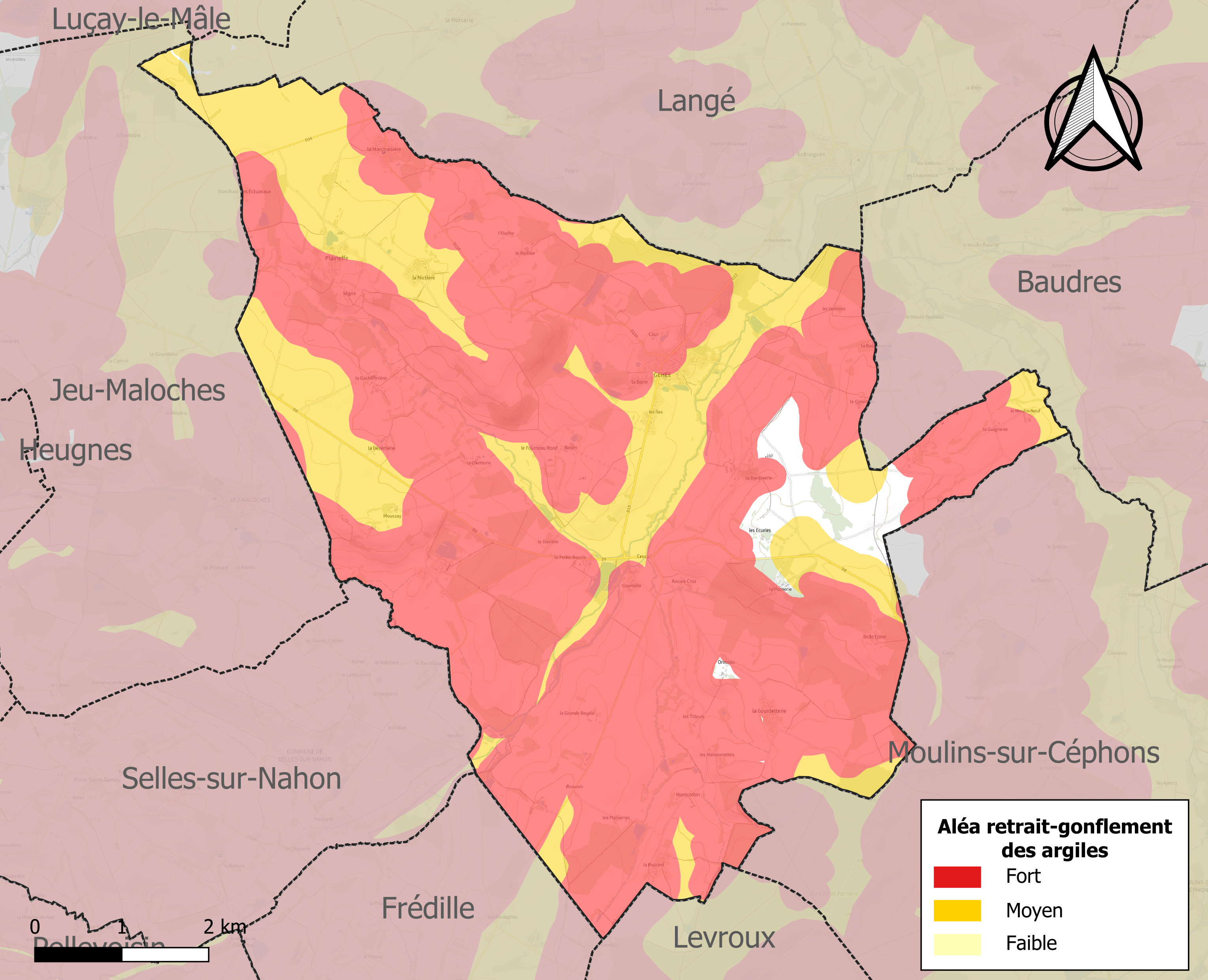
Carte des zones d'aléa retrait-gonflement des sols argileux de Gehée.

Les mouvements de terrains susceptibles de se produire sur la commune sont des tassements différentiels.
Le retrait-gonflement des sols argileux est susceptible d'engendrer des dommages importants aux bâtiments en cas d’alternance de périodes de sécheresse et de pluie. 96,8 % de la superficie communale est en aléa moyen ou fort (84,7 % au niveau départemental et 48,5 % au niveau national). Sur les 198 bâtiments dénombrés sur la commune en 2019, 191 sont en aléa moyen ou fort, soit 96 %, à comparer aux 86 % au niveau départemental et 54 % au niveau national. Une cartographie de l'exposition du territoire national au retrait gonflement des sols argileux est disponible sur le site du BRGM,.
Concernant les mouvements de terrains, la commune a été reconnue en état de catastrophe naturelle au titre des dommages causés par la sécheresse en 1989, 1991, 2002 et 2011 et par des mouvements de terrain en 1999.

## Toponymie
Le nom est attesté sous les formes Giy au XIIIe siècle, Gioy en 1327, Gié en 1422, et Gie au XIVe siècle.
Il dériverait du nom de personne latin Gaius, suivi du suffixe gaulois -acum, indiquant la propriété : Gaiacum, « domaine de Gaius ».
Ses habitants sont appelés les Gehéens.

## Histoire
La commune fut rattachée de 1973 à 2015 au canton d'Écueillé.

## Politique et administration
La commune dépend de l'arrondissement de Châteauroux, du canton de Valençay, de la deuxième circonscription de l'Indre et de la communauté de communes Écueillé - Valençay.
Elle dispose d'une agence postale communale.
| Période    | Période  | Identité       | Étiquette | Qualité             |
| ---------- | -------- | -------------- | --------- | ------------------- |
| juin 1995, | En cours | Alain Reuillon | DVD       | Exploitant agricole |

## Population et société

### Démographie
L'évolution du nombre d'habitants est connue à travers les recensements de la population effectués dans la commune depuis 1793. Pour les communes de moins de 10 000 habitants, une enquête de recensement portant sur toute la population est réalisée tous les cinq ans, les populations de référence des années intermédiaires étant quant à elles estimées par interpolation ou extrapolation. Pour la commune, le premier recensement exhaustif entrant dans le cadre du nouveau dispositif a été réalisé en 2005.

En 2022, la commune comptait 254 habitants, en évolution de −1,55 % par rapport à 2016 (Indre : −3 %, France hors Mayotte : +2,11 %).
| 1793 | 1800 | 1806 | 1821 | 1831 | 1836 | 1841 | 1846 | 1851 |
| ---- | ---- | ---- | ---- | ---- | ---- | ---- | ---- | ---- |
| 534  | 518  | 523  | 844  | 884  | 903  | 846  | 882  | 886  |

| 1856 | 1861 | 1866 | 1872 | 1876 | 1881 | 1886 | 1891 | 1896 |
| ---- | ---- | ---- | ---- | ---- | ---- | ---- | ---- | ---- |
| 874  | 860  | 953  | 899  | 876  | 901  | 867  | 881  | 834  |

| 1901 | 1906 | 1911 | 1921 | 1926 | 1931 | 1936 | 1946 | 1954 |
| ---- | ---- | ---- | ---- | ---- | ---- | ---- | ---- | ---- |
| 807  | 760  | 781  | 705  | 732  | 670  | 648  | 605  | 580  |

| 1962 | 1968 | 1975 | 1982 | 1990 | 1999 | 2005 | 2006 | 2010 |
| ---- | ---- | ---- | ---- | ---- | ---- | ---- | ---- | ---- |
| 553  | 480  | 439  | 352  | 313  | 301  | 306  | 310  | 270  |

| 2015 | 2020 | 2022 | - | - | - | - | - | - |
| ---- | ---- | ---- | - | - | - | - | - | - |
| 261  | 250  | 254  | - | - | - | - | - | - |

### Enseignement
La commune ne possède pas de lieu d'enseignement.

### Médias
La commune est couverte par les médias suivants : La Nouvelle République du Centre-Ouest, Le Berry républicain, L'Écho - La Marseillaise, La Bouinotte, Le Petit Berrichon, France 3 Centre-Val de Loire, Berry Issoudun Première, Vibration, Forum, France Bleu Berry et RCF en Berry.

## Économie
La commune se situe dans la zone d’emploi de Châteauroux et dans le bassin de vie de Levroux.
La commune se trouve dans l'aire géographique et dans la zone de production du lait, de fabrication et d'affinage des fromages Valençay et Sainte-maure-de-touraine.

## Culture locale et patrimoine

### Lieux et monuments
- Église Saint-Étienne[37]
- Monument aux morts

### Héraldique, logotype et devise
| Blason de Gehée | Blason  | D’argent à la bande d’azur chargée de trois annelets d’or remplis de gueules. |
| Blason de Gehée | Détails | Le statut officiel du blason reste à déterminer.                              |